# Poienile de sub Munte

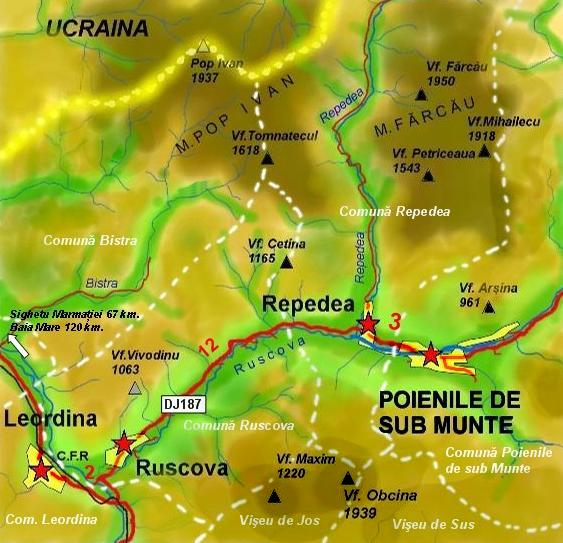
Poienile de Sub Munte op kaart

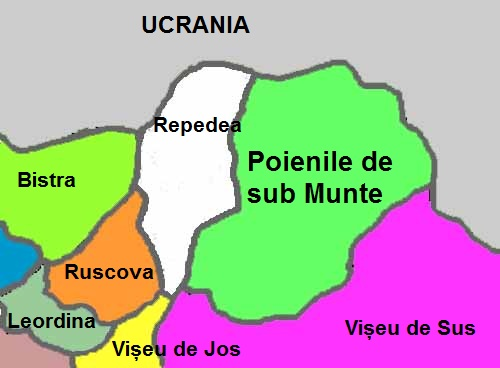
Kaart van Poienile en de omliggende gemeenten

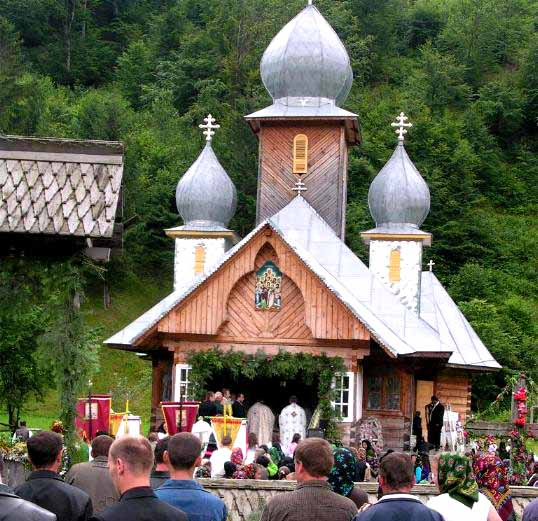
De nieuwe Oekraïense Kerk

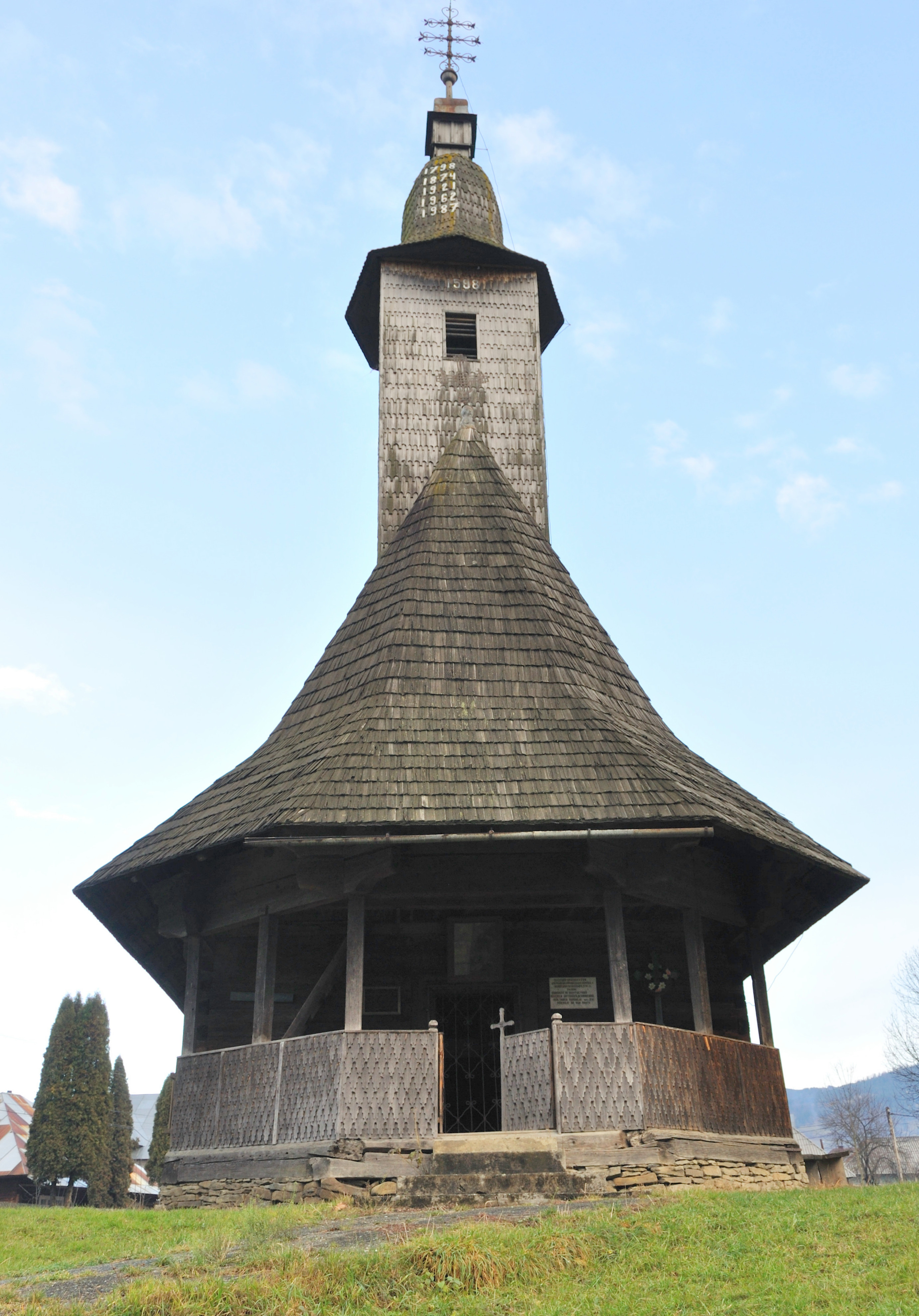
De oude houten Oekraïense kerk, een voorbeeld van de traditionele architectuur in de provincie Maramureș

Poienile de sub Munte (Oekraïens: Руська Поляна) is een gemeente, een comună gelegen in het noorden van Roemenië. Poienile ligt dicht aan de grens met Oekraïne in het district (judeţ) van Maramureș, in de vallei van Ruscova.
Poienile vormt samen met de naburige dorpen Ruscova en Repedea een kleine enclave in Roemenië met Oekraïense etniciteit en taal (zie detailkaart op deze pagina). Het isolement van vele eeuwen heeft een samenleving gevormd met gewoontes en tradities die afwijken van de rest van de Maramureș. De streek wordt getypeerd door een natuurlandschap met bergen, bossen, rivieren en weelderige vegetatie. In het dorp bevindt zich een oude houten kerk, die gelijkaardig is aan de collectie van acht houten kerken in Maramureș, erkend als werelderfgoed.
De gemeente heeft een oppervlakte van 293,36 km², waarvan 279 hectare bebouwd is. Er wonen 10.253 inwoners waarvan 3.800 eigenaars zijn van een eigen woning. De naam van Poienile de sub Munte in het Roemeens betekent "de vlakten onder de berg". De lokale bevolking gebruikt meestal enkel "Poienii". Door het verloop van de geschiedenis en de grote mix van etnische groepen in Poienile, heeft de comună ook zijn eigen naam in de volgende talen: in Hoetsoel-Oekraïens: Русь-Поляни (Rus'-Polyani) of Поляни (Polyani), in Duits: Reussenau/Reußenau, in Hongaars: Havasmező en in Jiddisch: פאליען-ריסקווה (Polien Riskeve).

## Ligging
Het dorp ligt in het oostelijke deel van het district Maramureș, op een afstand van 132 km van de districtshoofdstad, Baia Mare, op 72 km van de stad Sighetu Marmației en 32 km van de stad Vișeu de Sus. Het dorp ligt vlak bij de Oekraïense grens, aan de oevers van de rivier Ruscova, die door de gemeente stroomt. De vallei wordt omgeven door de toppen van de Maramureșbergen, zoals de Občina met 1939 meter, de Farcau, 1950 meter hoog of de Ivan, met 1937 meter hoogte.
Poienile is ook gelegen in het Natuurpark van de Maramureșbergen, met een rijke fauna, waaronder herten, beren, wolven, geiten, (rode) lynxen, wilde zwijnen en vossen en heel wat vogels, zoals spreeuw, merel, kraai, oehoe en kerkuil. De Maramureșbergen (Roemeens: Munții Maramureșului) zijn een onderdeel van de Oostelijke Karpaten.

## Demografie en religie
In de periode 1995-2000 kende het dorp een grote exodus, waarbij een groot deel van de jonge bevolking migreerde naar landen als Spanje, België, Italië en Duitsland. Sinds 2010 is de situatie omgekeerd en zijn velen teruggekeerd naar hun huizen.
De meerderheid van de bevolking is etnisch Oekraïens, wat betekent dat het Oekraïens, en ook het Hoetsoeldialect van het Oekraïens wordt gesproken, hoewel Roemeens de enige officiële taal is.
| Etnische groep | Aantal | Percentage |
| -------------- | ------ | ---------- |
| Roemenen       | 256    | 2,55       |
| Hongaren       | 61     | 0,61       |
| Duitsers       | 8      | 0,08       |
| Oekraïners     | 9.696  | 96,64      |
| Russen         | 2      | 0,02       |
| Tátaren        | 1      | 0,01       |
| Serviërs       | 1      | 0,01       |
| Totaal         | 10.025 | 100%       |

Voor wat betreft religie, ongeveer 80% van de bevolking volgt de Oekraïens-orthodoxe ritus, gevolgd door pentecostalisme (13%) en Adventisten (3%).

## Geschiedenis
De eerste menselijke nederzettingen in Maramureș dateren uit de Neolithische periode, en al in de bronstijd werd het gebied dichtbevolkt. Eeuwenlang bleef de regio grotendeels ongewijzigd. Het eerste document waarin het dorp Poienile wordt vernoemd, dateert van 1353. Men gelooft dat op de plaats van de Oude Kerk een kleine vlakte was, waar de eerste kolonisten zich vestigden. Later werd de plaats "Dragos Rowzkopolada Brouvar" genoemd. De Hoetsoelen waren de eerste bewoners van het dorp. De Oekraïense houten kerk dateert uit 1788.

### Monument voor de Helden
Het Monument voor de gevallen helden (Monumentul Eroilor cazuţi) werd opgericht in 1956 en is gelegen in een park van het stadscentrum. In het Oekraïens wordt de toewijding van de lokale helden die tegen het Duitse leger vochten gedurende de Tweede Wereldoorlog geroemd.
| Nederlands | Roemeens |
| --- | --- |
| Eeuwige glorie voor de helden die hun bloed hebben vergoten in gevechten tegen de Duitse aanvallers! Aan de vrijwilligers van Poienile en Repedea, die bereid waren zich bij het Rode Leger aan te sluiten en die hun leven hebben gegeven als soldaten tegen de fascisten in het jaar 1944. | Slava eroilor care au vărsat sângele lor în luptele în faţa agresorilor germani ! Voluntarii din Poienile şi Repedea, carevroiau să se inscrie în rândurile Armatiei Roşii şi îşi dădeau viaţa precum soldaţi împotrivă fascistilor în anul 1944.- |

## Fotogalerij

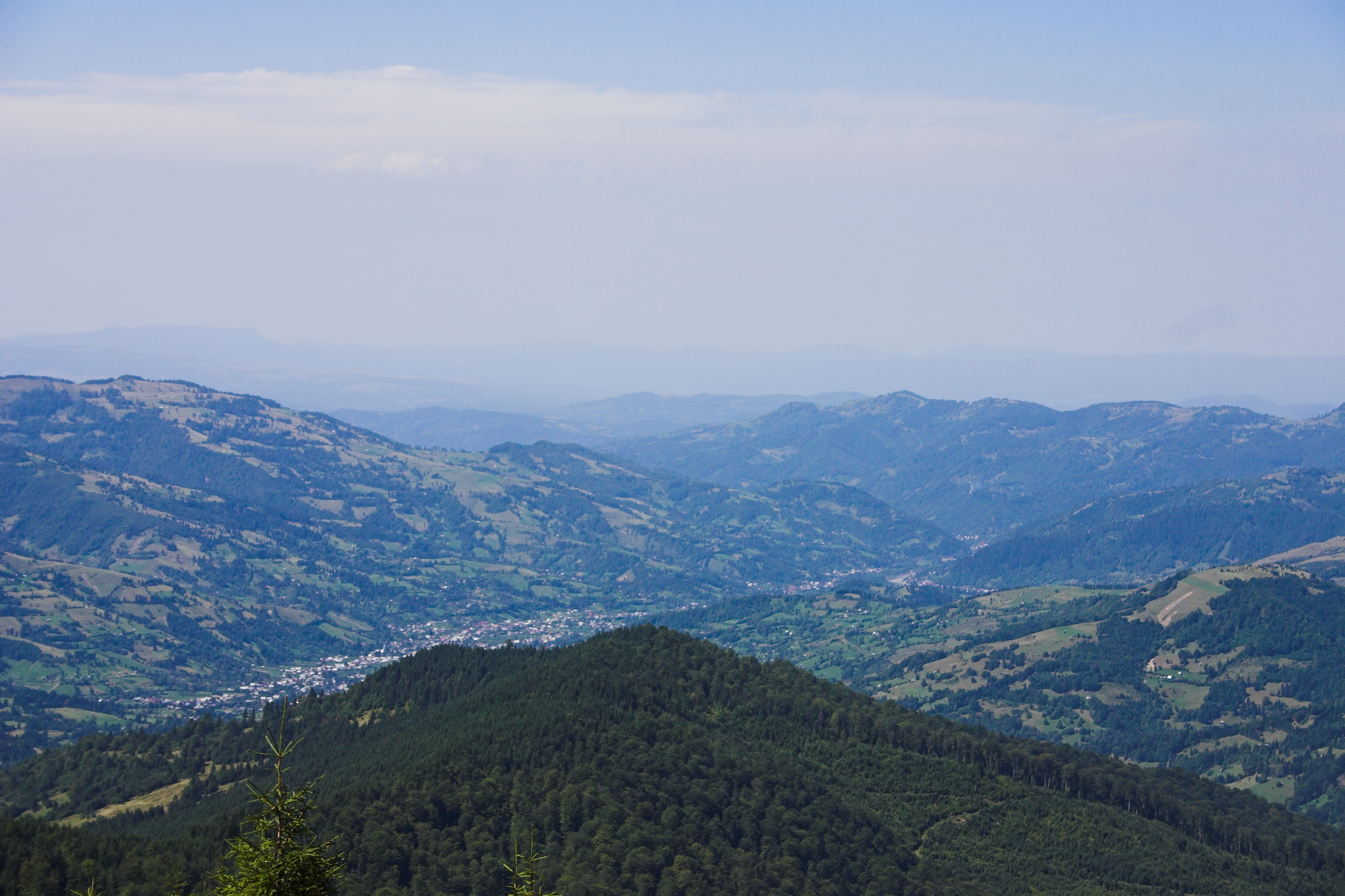
Panoramabeeld Poienile de sub Munte
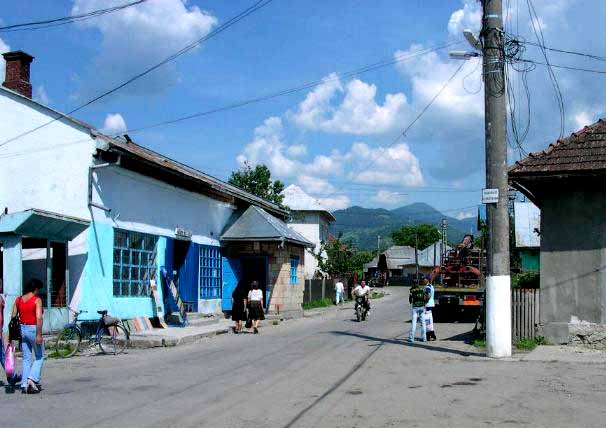
Het centrum van het dorp
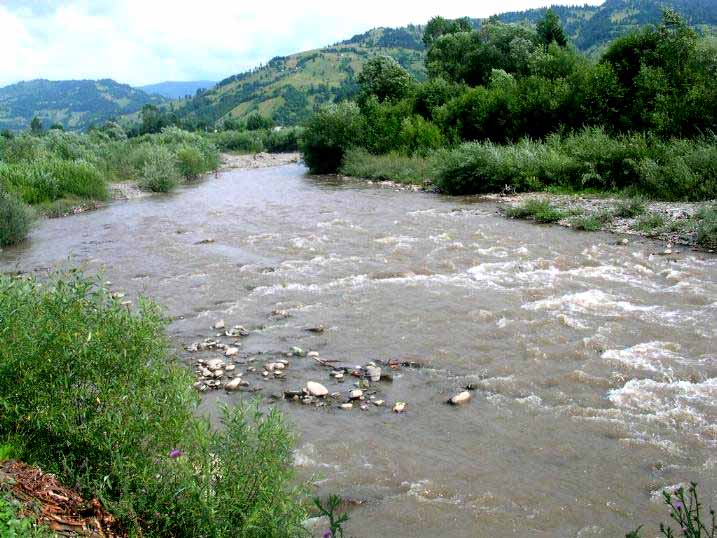
De rivier Ruscova die door het dorp stroomt
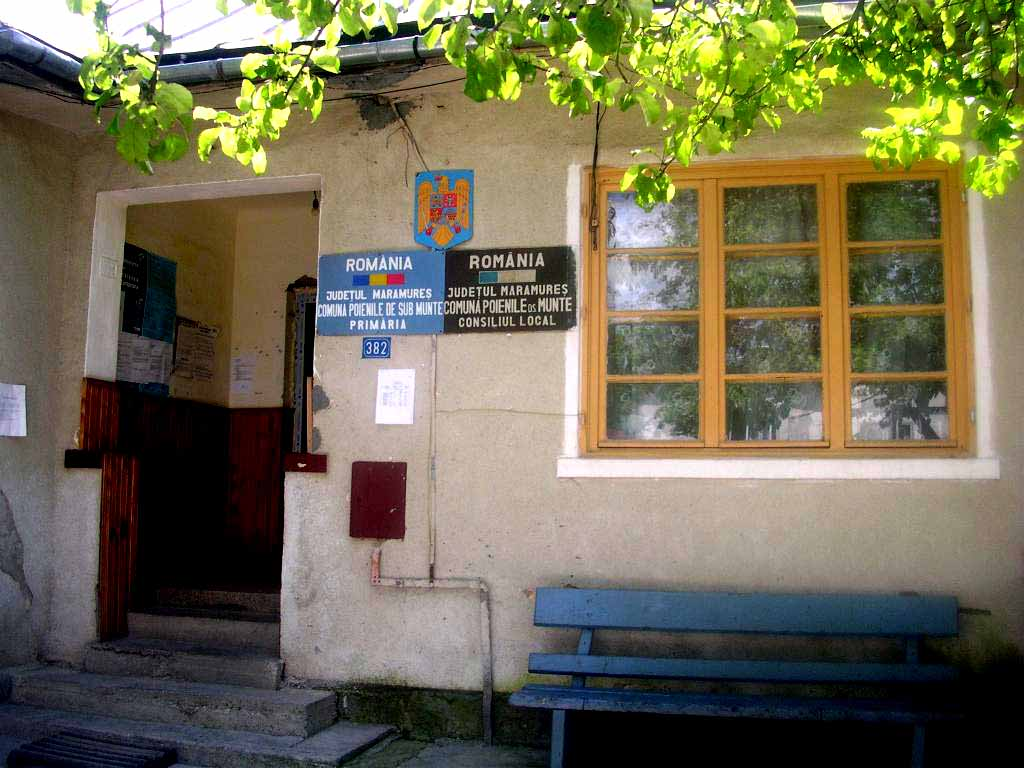
Het gemeentehuis
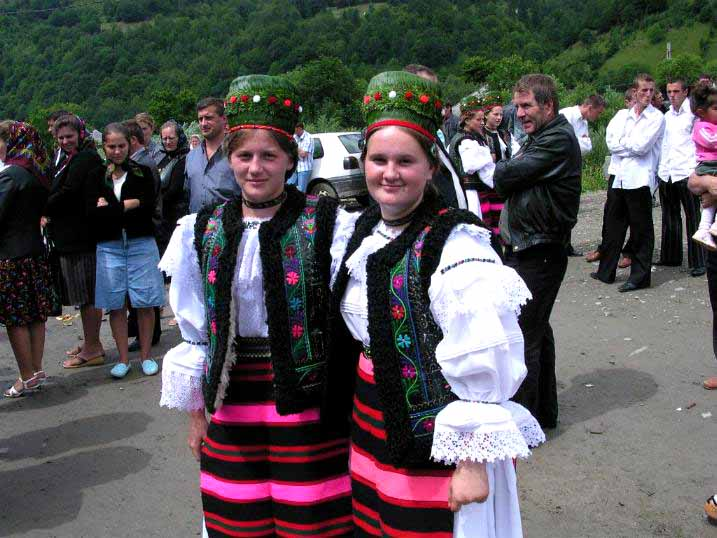
Klederdracht van de streek
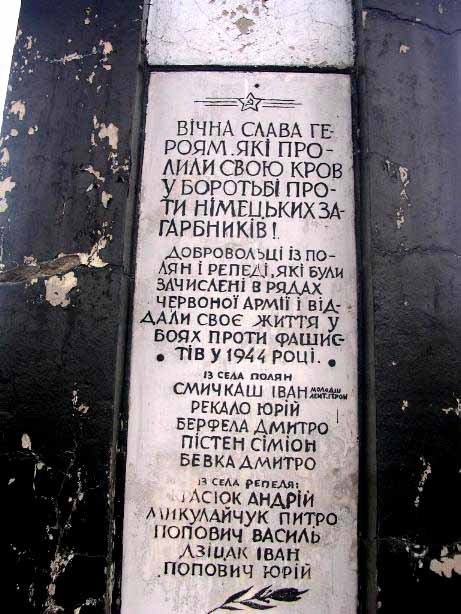
Monument voor de Helden